# Pierre Bernard Vaillant
Pierre Bernard Vaillant (17 januari 1983) is een Frans voormalig professioneel veldrijder die in het verleden één seizoen uitkwam voor fdjeux.com.
Hij werd in 1999 Frans kampioen veldrijden bij de nieuwelingen. Een jaar later, in 2000, werd hij tweede bij de junioren. Deze prestatie herhaalde hij in 2001.
Zijn kampioenschap in 1999 was de enige wedstrijd die Vaillant wist te winnen. Hij wist nooit door te breken bij de elite, en zijn laatste grote wedstrijd was het Wereldkampioenschap veldrijden voor beloften in 2004, waar hij geen ereplaats wist te behalen.

## Overwinningen
1999
- Frans kampioen veldrijden, Nieuwelingen

## Grote rondes
Geen